# Schäfermatt

Schäfermatt

Das Schäfermatt, Schustermatt oder auch der Schäferzug ist ein klassisches Mattmotiv in der Eröffnungsphase einer Schachpartie.

## Bezeichnung
Das Schäfermatt, oft auch als Schäferzug bezeichnet, wird im Englischen Schülermatt („scholar's mate“) und im Russischen Kindermatt („Детский мат“) genannt. Der Spitzname „Schäfermatt“, der die schnelle Überrumpelung eines Anfängers ausdrücken soll, stammt aus dem Französischen: Coup du berger („Schäferzug“). Ein 1956 entstandener Kurzfilm des französischen Regisseurs Jacques Rivette spielt im Titel Le coup du berger auf den Schachbegriff an.

## Das Mattmotiv
Beim Schäfermatt setzt eine weiße Dame auf f7 matt. Sie wird von einem Läufer auf c4 gedeckt. Damit nutzt Weiß die Schwäche des Bauern f7 aus, der in der Grundstellung nur vom schwarzen König verteidigt wird. Überlässt Weiß dem Gegner die Initiative, kann Schwarz seinerseits ein Schäfermatt anstreben, indem er analog mit Dame und Läufer (von c5 aus) den Punkt f2 angreift.

## Partiebeispiel
Die klassische Zugfolge ist 1. e2–e4 e7–e5 2. Dd1–h5 (greift den Bauern e5 an) 2. … Sb8–c6 (deckt den Bauern) 3. Lf1–c4. Wenn Schwarz jetzt mit 3. … Sg8–f6 einen „normalen“ Zug macht, der eine Figur entwickelt und die Dame angreift, wird er mit 4. Dh5xf7 mattgesetzt. Spielt Schwarz dagegen 3. … g7–g6, hat er nichts zu befürchten. Ein schwerer Fehler wäre es auch, schon im zweiten Zug 2. … g7–g6 zu spielen, da Weiß dann mit 3. Dh5xe5+ gefolgt von 4. De5xh8 einen Turm gewinnen könnte. Falls Weiß nach 3. … g7–g6 mit 4. Dh5–f3 reagiert, um die Mattdrohung auf f7 zu erneuern, kann Schwarz mit 4. … Sg8–f6 oder 4. … f7–f5 antworten (Frankenstein-Dracula-Variante). Eine weitere Variante für Schwarz wäre es, auf 2. Dd1–h5 direkt mit 2. … Sg8–f6 zu antworten, was die weiße Dame angreift. Nach 3. Dh5xe5+ Lf8–e7 ist Schwarz im nächsten Zug die kleine Rochade möglich.

## Bedeutung in der Praxis
Das Schäfermatt ist eine Eröffnungsfalle, die in der Schachliteratur häufig als Beispiel für einen schnellen Mattangriff herangezogen wird. Es ist das kürzestmögliche Matt nach dem Narrenmatt und 1. e4 e5 2. Dh5 Ke7 3. Dxe5# sowie die kürzeste Zugfolge, durch die man verlieren kann, wenn man „klassische“ Eröffnungszüge macht, ohne dabei die Drohungen des Gegners zu beachten. Wenn andererseits der Gegner die Drohung abwehrt, hat der Spieler, der das Schäfermatt versucht, von seinem frühen Damenzug keine Vorteile, sondern Entwicklungsnachteile, da Schwarz nun die Initiative übernehmen kann. Der frühe Damenausflug entpuppt sich als Zeitverlust. Nach 1. e4 e5 wird der Zug 2. Dh5 (Parhams Angriff) daher nur selten gespielt.